# Episodi di Nudi e crudi

## Elenco episodi

### Stagione 1 (2013)
| N° | Titolo originale         | Titolo italiano                      | Prima TV USA     | Prima TV ITA      |
| -- | ------------------------ | ------------------------------------ | ---------------- | ----------------- |
| 1  | The Jungle Curse         | Costa Rica (s1e04)                   | 23 giugno 2013   | 10 aprile 2014    |
| 2  | Terror in Tanzania       | Tanzania (s1e01)                     | 30 giugno 2013   | 14 settembre 2014 |
| 3  | Island From Hell         | Isole Maldive (s1e03)                | 7 luglio 2013    | 28 settembre 2014 |
| 4  | Punishment in Panama     | Panama (s1e02)                       | 14 luglio 2013   | 21 settembre 2014 |
| 5  | Breaking Borneo          | Borneo (s1e05)                       | 21 luglio 2013   | 10 novembre 2014  |
| 6  | Beware the Bayou         | Louisiana (s1e06)                    | 28 luglio 2013   | 18 ottobre 2014   |
| 7  | Special: Bares All       | non presente                         | 3 agosto 2013    |                   |
| 8  | Special: Double Jeopardy | non presente su Discovery seas2-ep01 | 8 dicembre 2013  |                   |
| 9  | Special: Bares All 2     | non presente in IMDb né in DISCOVERY | 14 dicembre 2013 |                   |

### Stagione 2 (2014)
| N°  | Titolo originale                                                | Titolo italiano            | Prima TV USA     | Prima TV ITA     |
| --- | --------------------------------------------------------------- | -------------------------- | ---------------- | ---------------- |
| 1   | Special: Double Jeopardy (IMDb s1-e08)                          | non presente               | 12 dicembre 2013 |                  |
| 2   | Man Vs. Amazon (IMDb s2-e01)                                    | Speciale Amazzonia (s1e08) | 15 marzo 2014    | 16 novembre 2014 |
| 3   | Damned in Africa (IMDb s2-e02)                                  | Madagascar (s1e09)         | 22 marzo 2014    | 23 novembre 2014 |
| 4   | Paradise Lost (IMDb s2-e03)                                     | Isole Fiji (s1e11)         | 29 marzo 2014    | 7 dicembre 2014  |
| 5   | Mayan Misery (IMDb s2-e04)                                      | Belize (s1e10)             | 5 aprile 2014    | 30 novembre 2014 |
| 6   | The Pain Forest (IMDb s2-e05)                                   | Malesia (s1e13)            | 12 aprile 2014   | 21 dicembre 2014 |
| 7   | Meltdown in Bolivia (IMDb s2-e06)                               | Bolivia (s1e12)            | 19 aprile 2014   | 14 dicembre 2014 |
| 101 | Special: Bares All: Starvation, Snakes and Strife (IMDb s2-e07) | non presente               | 28 aprile 2014   |                  |

### Stagione 3 (2014)
| N° | Titolo originale                                         | Titolo italiano                 | Prima TV USA      | Prima TV ITA     |
| -- | -------------------------------------------------------- | ------------------------------- | ----------------- | ---------------- |
| 1  | Special: New Season Exposed                              | non presente                    | 23 giugno 2014    |                  |
| 2  | Primal Fear (IMDb s3-e01)                                | Paura primordiale (s1e17)       | 30 giugno 2014    | 8 gennaio 2015   |
| 3  | Blood in the Water (IMDb s3-e02)                         | Sangue in mare (s1e15)          | 7 luglio 2014     | 4 gennaio 2015   |
| 4  | Hearts of Darkness (IMDb s3-e03)                         | Nel cuore della giungla (s1e14) | 14 luglio 2014    | 28 dicembre 2014 |
| 5  | Jungle Love (IMDb s3-e04)                                | Amore per la giungla (s1e18)    | 21 luglio 2014    | 26 maggio 2015   |
| 6  | Argentina Impossible (IMDb s3-e05)                       | Argentina impossibile (s1e16)   | 28 luglio 2014    | 7 gennaio 2015   |
| 7  | Playing With Fire (IMDb s3-e06)                          | Giocare col fuoco (s1e19)       | 4 agosto 2014     | 2 giugno 2015    |
| 8  | Himalayan Hell (IMDb s3-e07)                             | Inferno sull'Himalaya (s1e20)   | 18 agosto 2014    | 9 giugno 2015    |
| 9  | Nicaragua Nightmare (IMDb s3-e10)                        | Incubo in Nicaragua (s1e21)     | 29 settembre 2014 | 16 giugno 2015   |
| 10 | Botswana Breakdown (IMDb s3-e11)                         | Pericolo In Botswana (s1e22)    | 6 ottobre 2014    | 23 giugno 2015   |
| 11 | Dunes of Despair (IMDb s3-e12)                           | Brasile (s1e24)                 | 13 ottobre 2014   | 7 luglio 2015    |
| 12 | Special: Bares All: Blood, Sweat and Fears (IMDb s3-e08) | non presente                    | 20 ottobre 2014   |                  |
| 13 | Special: Snaketacular Clip Show (IMDb s3-e09)            | non presente                    | 27 ottobre 2014   |                  |
| 14 | Special: Naked and Awkward (IMDb s3-e13)                 | non presente                    | 3 novembre 2014   |                  |

### Stagione 4 (2015)
| N° | Titolo originale                     | Titolo italiano                        | Prima TV USA   | Prima TV ITA   |
| -- | ------------------------------------ | -------------------------------------- | -------------- | -------------- |
| 1  | Everglades - Alligator Alley         | L'alligatore (s1e27)                   | 20 aprile 2015 | 21 luglio 2015 |
| 2  | Mexico - Rumble in the Jungle        | Nella giungla (s2e02)                  | 27 aprile 2015 |                |
| 3  | Mayan Sacrifice                      | Sacrificio Maya (s1e25)                | 4 maggio 2015  |                |
| 4  | Guyana - Edge of Madness             | Ai limiti della follia (s2e01)         | 11 maggio 2015 |                |
| 5  | India - Fire on the Mountain         | Fuoco sulle montagne (s1e23)           | 18 maggio 2015 |                |
| 6  | Thailandia - Lord of the Rats        | Il signore dei ratti (s2e06)           | 1 giugno 2015  |                |
| 7  | Colombian Conflict                   | Conflitto Colombiano (s1e26)           | 8 giugno 2015  |                |
| 8  | Bares All_Survival in Close Quarters | non presente                           | 15 giugno 2015 |                |
| 9  | Mexico - Garden of Evil              | Il giardino del male (s2e05-04bis)     | 22 giugno 2015 |                |
| 10 | Guyana - Redemption Road             | Redenzione (s2e04)                     | 29 giugno 2015 |                |
| 11 | Guyana - Surthrive                   | In Guyana (s2e07)                      | 20 luglio 2015 |                |
| 12 | Nicaragua - Easier Said Than Done    | Più facile a dirsi che a farsi (s2e08) | 27 luglio 2015 |                |
| 13 | Bares All_On the Edge SOLO SU IMDb   | non presente                           | 2 agosto 2015  |                |

### Stagione 8 (2017)
| N° | Titolo originale                       | Titolo italiano       | Prima TV USA   | Prima TV ITA    |
| -- | -------------------------------------- | --------------------- | -------------- | --------------- |
| 0  | Special: Suffering, Sunburn And Sharks |                       | 31 luglio 2017 |                 |
| 1  | Western India - Lost At Sea            | Persi in mare (s3e01) | 31 luglio 2017 | 17 ottobre 2017 |
| 2  | Texan Torture                          |                       | 3 agosto 2017  |                 |
| 3  | Belize - The Hunted                    | La caccia(s3e08)      | 4 agosto 2017  |                 |
| 4  | Ecuador - Rain Of Terror               |                       | 6 agosto 2017  |                 |
| 5  | Croatia - Stone Cold                   |                       | 14 agosto 2017 |                 |
| 6  | Belize Breakdown                       |                       | 21 agosto 2017 |                 |

### Stagione 9 (2018)
| N°  | Titolo originale                  | Titolo italiano | Prima TV USA   | Prima TV ITA     |
| --- | --------------------------------- | --- | -------------- | ---------------- |
| 0   | Unsurvivable (IMDb s9-e0)         | non presente | 11 marzo 2018  |                  |
| 1   | Florida - Category 5 Survival     | Categoria 5 (s4e08) | 12 marzo 2018  | 1 gennaio 2019   |
| 2   | A Screw Loose (IMDb s9-e2)        | Nella giungla (S.4 E.4) E' la Selva Lacandona, foresta pluviale infestata da leggendari spiriti ancestrali nello Stato del Chiapas, Messico, che ospiterà la sfida di Cesar Aliva, profonamente spirituale, e Leah Chandler | 18 marzo 2018  | 8 gennaio 2019   |
| 3   | Swamp Queen (IMDb s9-e3)          | La regina della palude (S.4 E.5) Dopo la sfida di 14 giorni dedicata ai fan (IMDb s7-e6), Gabrielle Balassone affronta ora le paludi del delta del Mississippi, affiancata da Brian Schultz                                 | 25 marzo 2018  | 15 gennaio 2019  |
| 4   | Forbidden Fruit (IMDb s9-e4)      | Frutto proibito (S.4 E.3) Gary Golding e Karra Falkenstein devono affrontare la savana nel territorio del Jalapão, Brasile                                                                                                  | 1 aprile 2018  | 2 ottobre 2018   |
| 5   | Panama - Island of Tears          | Lacrime (s4e12) | 9 aprile 2018  | 9 ottobre 2018   |
| 6   | Thieves in the Night (IMDb s9-e6) | Ladri nella notte (S.4 E.1) Ava Holmes e Larry Little devono affrontare la giungla nello Yucatan, Messico. Ma un evento inaspettato porterà poi nella sfida Steven Townes. L'epilogo sarà imprevedibile                     | 15 aprile 2018 | 16 ottobre 2018  |
| 7   | Nicaragua - Love at First Fight   | Amore a prima vista (s4e09) | 23 aprile 2018 | 23 ottobre 2018  |
| 8   | Burnt to a Crisp (IMDb s9-e8)     | In Nicaragua (S.4 E.2) Lee Diehl e LeAnn Duncan affrontano la sfida nella foresta pluviale dell'Indio-Maíz, in Nicaragua, appena devastata da un uragano                                                                    | 29 aprile 2018 | 30 ottobre 2018  |
| 9   | Loaded for Bear (IMDb s9-e9)      | Orsi (S.4 E.7) Teal Bulthuis, sergente dell'Aeronautica, è affiancata da Jermaine Jackson per affrontare le Smoky Mountains nel Tennessee.                                                                                  | 6 maggio 2018  |                  |
| 10  | Pick Your Poison (IMDb s9-e10)    | Il veleno (S.4 E.6) Anthony Coppage e Suzänne Zeta Fleming Taylor devono affrontare la foresta lungo il fiume Soninho, in Brasile                                                                                           | 13 maggio 2018 |                  |
| 11  | Honduras - Trouble in Paradise    | non presente | 10 giugno 2018 |                  |
| 12  | Nicaragua - Fan Down              | Strana ferita (s4e14) | 24 giugno 2018 | 17 febbraio 2019 |
| N/A | Naked And Afraid Of Shark         | non presente | 29 luglio 2018 |                  |
| 13  | Panama - Blindsided               | Bendati (s4e10) | 6 agosto 2018  | 21 febbraio 2019 |
| 14  | Eaten Alive                       | Mangiato vivo | 13 agosto 2018 |                  |
| 15  | South Africa - Fire and Fury      | Fuoco e fiamme (s4e13) | 13 agosto 2018 | 10 febbraio 2019 |

### Stagione 10 (2019)
| N° | Titolo originale                                         | Titolo italiano | Prima TV USA  | Prima TV ITA |
| -- | -------------------------------------------------------- | --- | ------------- | ------------ |
| 0  | Naked gets weird                                         | non presente | 3 marzo 2019  |              |
| 1  | Alaska - Frozen and afraid                               | non presente | 4 marzo 2019  |              |
| 2  | Brasil - You've got another sting coming                 | non presente | 4 marzo 2019  |              |
| 3  | Panama - No safety in numbers - Part 1                   | non presente | 11 marzo 2019 |              |
| 4  |                                                          | |               |              |
| 5  |                                                          | |               |              |
| 6  |                                                          | |               |              |
| 7  |                                                          | |               |              |
| 8  |                                                          | |               |              |
| 9  | The Spirits Are Angry (IMDb erroneamente unito a s10-e5) | In Colombia (S.5 E.2b) Bulent Kemal Gurcan, di origini turche e guardia di frontiera americano, deve sopravvivere nella foresta pluviale colombiana con Cat Orza | 31 marzo 2019 |              |
| 10 |                                                          | |               |              |
| 11 |                                                          | |               |              |
| 12 |                                                          | |               |              |
| 13 |                                                          | |               |              |
| 14 |                                                          | |               |              |
| 15 |                                                          | |               |              |
| 16 |                                                          | |               |              |

### Stagione 11 (2019-2020)
| N° | Titolo originale | Titolo italiano | Prima TV USA | Prima TV ITA |
| -- | ---------------- | --------------- | ------------ | ------------ |
| 1  |                  |                 |              |              |
| 2  |                  |                 |              |              |

### Stagione 12 (2021)
| N° | Titolo originale                         | Titolo italiano | Prima TV USA   | Prima TV ITA |
| -- | ---------------------------------------- | --- | -------------- | ------------ |
| 1  |                                          | |                |              |
| 2  |                                          | |                |              |
| 3  | The Devil's Woods (IMDb s12-e3)          | I boschi del diavolo (S.7 E.5) Joe Ortlip e Samantha Gerges cercano di sopravvivere nel gelido Montana | 14 marzo 2021  |              |
| 4  |                                          | |                |              |
| 5  | Stars Against the Storm (IMDb s12-e5)    | Contro la tempesta (S.7 E.3) I veterani Wes Harper e Suzänne Zeta Fleming Taylor accettano la sfida nella foresta nebulosa ecuadoregna. | 28 marzo 2021  |              |
| 6  | A Tangled Web in Texas (IMDb s12-e6)     | A Tangled Web in Texas (S.7 E.9) Emily Caselman e Lincoln Samuelson dovranno affrontare il deserto del Texas | 28 marzo 2021  |              |
| 7  |                                          | |                |              |
| 8  | Monkey Business (IMDb s12-e8)            | Namibia (S.7 E.2) L'australiano Adam Kavanagh e Samantha Cline cercano di sopravvivere nel deserto namibiano | 4 aprile 2021  |              |
| 9  | Okay, Boomer (IMDb s12-e9)               | Okay, Boomer (S.7 E.10) Due coppie, due quasi cinquantenni (Rhonda Placourakis, 49 anni, e Joseph Nichter, 47) e due ventenni (Amanda MacArthur, 23, e Calvin Popp, 22, il più giovane concorrente fino ad ora) devono sopravvivere 21 giorni nel deserto di Sonora, in Arizona. | 11 aprile 2021 |              |
| 10 | Bite Me (IMDb s12-e10)                   | Mordimi (S.7 E.4) Andrew Shayde ed Elizabeth Hensley cercano di sopravvivere in Sud Africa | 18 aprile 2021 |              |
| 11 | Come Hell and Black Water (IMDb s12-e11) | Inferno (S.7 E.1) Waz Addy cerca di sopravvivere nel "giardino di casa" della sua compagna di avventura, Rose Godfrey: la Florida | 18 aprile 2021 |              |

### Stagione 13 (2021)
| N° | Titolo originale               | Titolo italiano | Prima TV USA   | Prima TV ITA |
| -- | ------------------------------ | --- | -------------- | ------------ |
| 1  |                                | |                |              |
| 2  | Two is a Crowd (IMDb s13-e02)  | In due siamo troppi (S.7 E.14) Un lupo solitario (Darvil McBride) ed una ragazza dallo spirito libero (Lynsey McCarver) affronteranno la sfida nel territorio del Lapalala, Sud Africa | 8 agosto 2021  |              |
| 3  | The Death Ledge (IMDb s13-e03) | In Ecuador (S.7 E.12) Tre sfidanti per questa sfida: Brittany Wallace, Aosha Wells ed il sudafricano Tanner Barclay si cimenteranno nella foresta pluviale ecuadoregna                 | 15 agosto 2021 |              |
| 4  |                                | |                |              |
| 5  |                                | |                |              |
| 6  |                                | |                |              |

### Stagione 14 (2022)
| N° | Titolo originale                       | Titolo italiano | Prima TV USA     | Prima TV ITA |
| -- | -------------------------------------- | --- | ---------------- | ------------ |
| 1  | Curse of the Chiapas (IMDb s14-e01)    | Curse of the Chiapas (S.8 E.3) Jeremy Rowe è affiancato da Shanika Malcolm, di origine giamaicana, per affrontare una sfida che finora nessuno ha mai completato: sopravvivere nella giungla del Chiapas, Messico                                                                                            | 27 febbraio 2022 |              |
| 2  | Haunted and Hungry (IMDb s14-e02)      | Haunted and Hungry (S.8 E.7) Zach Benton ed Ann Alford devono sopravvivere nelle zone paludose di Santa Catalina, Colombia | 27 febbraio 2022 |              |
| 3  | Fallen Farmer (IMDb s14-e03)           | Fallen Farmer (S.8 E.5) Terra Short, transgender, e Shaun Harvey, sudafricano affetto da sordità parziale, affrontano lo Zambia | 6 marzo 2022     |              |
| 4  |                                        | |                  |              |
| 5  | Night Stalkers (IMDb s14-e05)          | Stalker notturni (S.8 E.4) Monica Heim, messicana trapiantata in America, nonostante la sindrome di Asperger, vuole mettersi alla prova nel Botswana. Sarà affiancata da Elijah Strongheart | 13 marzo 2022    |              |
| 6  | Next Gen Survival (IMDb s14-e06)       | Next Gen Survival (S.8 E.6) Per la prima volta, i figli di 2 survivalisti partecipano al programma: sono Julia Bulinsky, 18 anni, la più giovane concorrente fino ad ora, figlia di Trish Bulinsky, e Waylon Harper, figlio di Wes Harper, che cercheranno di sopravvivere 14 giorni nella foresta messicana | 20 marzo 2022    |              |
| 7  | Valley of the Leopards (IMDb s14-e07)  | Valley of the Leopards (S.8 E.2) Matthew Garland, dopo aver superato la sfida di 14 giorni (IMDb s12-e07), affronta lo Zambia con l'ex soldatessa Kerra Bennett | 20 marzo 2022    |              |
| 8  | Opposites Don't Attract (IMDb s14-e08) | Gli opposti non si attraggono (S.8 E.8) Nathan Olesen e Molly Daley devono affrontare 21 gìorni nella giungla colombiana | 27 marzo 2022    |              |
| 9  | Legends and Rookies (IMDb s14-e9)      | Leggende e nuovi arrivati (S.8 E.14) Namaqualand, Sud Africa: è in questa regione desrtica che due veterani saranno mentori per due nuovi sfidanti. Rylie Parlett guiderà Noah Mattes, mentre a Max Djenohan è affidata Michaelyn Ritchie.                                                                   | 3 aprile 2022    |              |
| 10 |                                        | |                  |              |
| 11 | Abandoned Village (IMDb s14-e11)       | Abandoned Village (S.8 E.1) Marissa Joy Binkoski e Gabriel Moraga cercano di superare 21 giorni in un villaggio abbandonato nel delta dell'Okavango, in Botswana | 17 aprile 2022   |              |
| 12 | The Labyrinth (IMDb s14-e12)           | The Labyrinth (S.8 E.11) Andrew Bishop e Rizza Bagan, filippina trapiantata in America, tentano la sfida in Colombia | 17 aprile 2022   |              |
| 13 |                                        | |                  |              |

### Stagione 15 (2023)
| N° | Titolo originale                            | Titolo italiano | Prima TV USA     | Prima TV ITA |
| -- | ------------------------------------------- | --- | ---------------- | ------------ |
| 1  | Welcome to America! (IMDb s15-e01)          | Benvenuti in America (S.9 E.10) Per la prima volta una coppia di stranieri affronta la sfida. Sono entrambi Europei: Lilly Jammerbund, survivalista e youtuber austriaca, e Sam Mouzer, ex militare britannico. Dovranno sopravvivere 21 giorni nella riserva incontaminata del Sabinoso, Nuovo Messico | 19 febbraio 2023 |              |
| 2  | No Holds Barred (IMDb s15-e02)              | Guyana (S.9 E.2) Justin Governale e Kami Elsisie affrontano la sfida nella foresta della Guyana | 26 febbraio 2023 |              |
| 3  |                                             | |                  |              |
| 4  | Bro, Hold My Fear (IMDb s15-e04)            | Paure (S.9 E.7) Quattro survivalisti, tutti maschi (Anthony Coppage, Danny Graves, Christopher James ed Andrew Shayde), che si erano precedentemente ritirati, cercano riscatto in Sud Africa | 12 marzo 2023    |              |
| 5  | Kalahari Cold Front (IMDb s15-e05)          | Kalahari Cold Front (S.8 E.13) Michael Angulo e Jaclin Owen affrontano il deserto del Kalahari in Sud Africa | 19 marzo 2023    |              |
| 6  |                                             | |                  |              |
| 7  | Taste of Their Own Medicine (IMDb s15-e07)  | Guyana - Taste of Their Own Medicine (S.9 E.5) Per la prima volta due paramedici del cast (Janis Holcombe Board e Viktor Kuhn) partecipano alla sfida | 2 aprile 2023    |              |
| 8  | Beauty and the Beasties (IMDb s15-e08)      | Zambia - Beauty and the Beasties (S.9 E.11) Joseph Prouse e Candice Mishler si mettono alla prova nella valle del Luangwa | 9 aprile 2023    |              |
| 9  | Love Thy Neighbor ... or Not (IMDb s15-e09) | Love Thy Neighbor ... or Not (S.8 E.12) Omar Barney e Raven Smith tentano la sfida per i fan di 14 giorni nella giungla di Palomino, in Colombia | 16 aprile 2023   |              |
| 10 | Not Today, Satan (IMDb s15-e10)             | Not Today, Satan (S.9 E.3) Resistere 21 giorni in un canyon desertico in Bassa California, Messico: già altri ci hanno provato ma finora nessuno ci è mai riuscito. Ci provano ora due ambiziosi sfidanti: Tray Heinke ed Amy Zindler.                                                                  | 23 aprile 2023   |              |
| 11 | Cry for Me, Argentina (IMDb s15-e11)        | Cry for Me, Argentina (S.9 E.4) Rachel Strohl, che ha già partecipato al reality Naked and Afraid of Love, e Na'im McKee devono sopravvivere nella foresta argentina | 30 aprile 2023   |              |

### Stagione 16 (2023)
| N° | Titolo originale                     | Titolo italiano | Prima TV USA     | Prima TV ITA |
| -- | ------------------------------------ | --- | ---------------- | ------------ |
| 1  | Blood and Money (IMDb s16-e01)       | Messico - Blood and Money (S.9 E.6) Un'infermiera (Mylaena Monks) ed un bancario (John Hogfoss) partecipano alla sfida di 14 giorni dedicata ai fan del programma                              | 15 ottobre 2023  |              |
| 2  |                                      | |                  |              |
| 3  | Broke Back Jungle (IMDb s16-e03)     | Broke Back Jungle (S.9 E.12) Frank Eytcheson e Sara Kunz partecipano alla sfida per i fan di 14 giorni a Tobago                                                                                | 29 ottobre 2023  |              |
| 4  | A Shart at Redemption (IMDb s16-e04) | Redenzione (S.9 E.9) Dopo un episodio imbarazzante nella sua sfida di 14 giorni (IMDb s12-e07), Ashley Morin cerca la redenzione a Tobago con Andi Wyldlander, cercando di resistere 21 giorni | 5 novembre 2023  |              |
| 5  | Odd Man Out (IMDb s16-e05)           | Zambia (S.9 E.8) Tre donne: Lauren Beihoffer, Jennie Lindsey, Heather Werner, ed un uomo: Robin Hill, devono sopravvivere 21 giorni in Zambia                                                  | 12 novembre 2023 |              |

### Stagione 17 (2024)
| N° | Titolo originale                              | Titolo italiano | Prima TV USA     | Prima TV ITA |
| -- | --------------------------------------------- | --- | ---------------- | ------------ |
| 1  | Death by Crocodile (IMDb s17-e01)             | Sud Africa (S.10 E.2) Wesly Cole Wilks e Michelle Armogida, originaria di Porto Rico, affrontano la sfida nella valle del Limpopo | 18 febbraio 2024 |              |
| 2  | There Will Be Blood (IMDb s17-e02)            | Sfida internazionale (S.10 E.5) Un canadese (Chad Bretschneider), un norvegese (Ken Stornes), un'americana delle Hawaii (Sara Kunz, già partecipante alla sfida per i fan (IMDb s16-e03)) ed un'australiana (Brittany Laidlaw), che vivrà con naturalezza il suo ciclo durante la sfida, cercano di sopravvivere in Sud Africa | 25 febbraio 2024 |              |
| 3  | Colombian Cave Women (IMDb s17-e03)           | Colombia (S.10 E.10) Nella prima sfida tutta al femminile, 2 veterane (Gabrielle Balassone e Kylie "Ky" Furneaux) fanno da mentori a 2 nuove sfidanti (Elise Featherstone e Megan Krugger) a San José Del Guaviare | 3 marzo 2024     |              |
| 4  | Surviving the Road to Recovery (IMDb s17-e04) | Sopravvivere (S.10 E.1) Samuel Smith e Sarah Barnett, con un passato segnato da dipendenze, vogliono dimostrare il loro valore nella sfida di 21 giorni in Sud Africa | 10 marzo 2024    |              |
| 5  | Runaway Bride (IMDb s17-e05)                  | Sposa in fuga (S.10 E.8) Steven Kelly, militare neo-sposo britannico, affronta la sfida nel Pantano Yucao, Colombia, con Megan 'Sunny' Forsythe, che ha rinviato il matrimonio per partecipare alla sfida | 17 marzo 2024    |              |
| 6  | This is Harder Than it Looks (IMDb s17-e06)   | Sud Africa - This is Harder Than it Looks (S.10 E.3) Billy Jennings e Samantha Ray Moore affrontano la sfida per i fan di 14 giorni nella valle del Limpopo | 24 marzo 2024    |              |
| 7  | Put Up or Shut Up (IMDb s17-e07)              | Colombia - Put Up or Shut Up (S.10 E.11) Kyle Malo e Malu Beyonce, critici e "survivalisti da poltrona" cercano di resistere 14 giorni in Colombia | 31 marzo 2024    |              |
| 8  | Unbreakable (IMDb s17-e08)                    | Unbreakable (S.10 E.6) Caño selva, Colombia: è qui che Fairland Ferguson e Keenan Williams dovranno dimostrare le proprie abilità | 7 aprile 2024    |              |
| 9  |                                               | |                  |              |
| 10 | Hit by Hippos (IMDb s17-e10)                  | Sud Africa - Hit by Hippos (S.10 E.4) Un pugile (Marlin Sims) ed una poliziotta (Erin Heim, moglie di Monica Heim, già partecipante alla sfida) si mettono alla prova nelle Black Hills, Regione del Limpopo, Sud Africa | 21 aprile 2024   |              |

### Stagione 18 (2025)
| N° | Titolo originale | Titolo italiano | Prima TV USA | Prima TV ITA |
| -- | ---------------- | --------------- | ------------ | ------------ |
| 1  |                  |                 |              |              |
| 2  |                  |                 |              |              |